# Irrfan Khan
Irrfan Khan (hindi इरफ़ान ख़ान, urdu ‏عرفان خان‎, inaczej Irfan Khan, Irfaan Khan; ur. 7 stycznia 1967 w Jaipurze, zm. 29 kwietnia 2020 w Mumbaju) – indyjski aktor teatralny, telewizyjny i filmowy.

## Życiorys
Znany ze swojej roli w angielskojęzycznym filmie reżyserki Miry Nair The Namesake (2007) oraz roli inspektora policji w Slumdog. Milioner z ulicy (2008) reżysera Danny’ego Boyle’a. W 2012 wystąpił w filmie Życie Pi Anga Lee, nagrodzonym czterema Oscarami.
Od 1987 mieszkał w Bombaju. Jego żoną była pisarka Sutapa Sikdar (mieli dwóch synów).
W marcu 2018 roku ujawnił fakt, że ma guza neuroendokrynnego przewodu pokarmowego. Był leczony w Wielkiej Brytanii przez rok, po czym w lutym 2019 roku wrócił do Indii. 28 kwietnia 2020 roku trafił do Kokilaben Dhirubhai Ambani Hospital w Mumbaju, gdzie był leczony z infekcji jelita grubego. Zmarł następnego dnia w wieku 53 lat z powodu infekcji, cztery dni po śmierci swojej matki.

## Filmografia

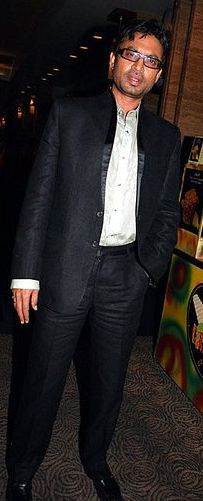
Irrfan Khan na premierze filmu Imiennik

| Rok  | Tytuł filmu                 | Rola                                  |
| ---- | --------------------------- | ------------------------------------- |
| 1988 | Salaam Bombay!              | piszący listy                         |
| 1990 | Drishti                     |                                       |
| 1991 | Ek Doctor Ki Maut           |                                       |
| 1998 | Such a Long Journey         | ojciec Gustada                        |
| 2000 | Ghaath                      | Mamu / Romesh Bhagwat Dogra           |
| 2001 | The Warrior                 | tytułowy wojownik Lafkadia            |
| 2003 | Haasil                      | Ranvijay Singh                        |
| 2003 | Maqbool                     | Maqbool                               |
| 2004 | Charas                      |                                       |
| 2005 | Chocolate                   |                                       |
| 2005 | Rog                         | inspektor Uday Rathore                |
| 2005 | 7½ Phere                    | Manoj                                 |
| 2006 | Yun Hota To Kya Hota        | Salim Rajabali                        |
| 2006 | The Killer                  | Vikram/Roopchand Swaroopchand Solanki |
| 2006 | Deadline: Sirf 24 Ghante    | Krish Vaidya                          |
| 2006 | Sainikudu                   | Pappu Yadav                           |
| 2007 | Odrzuceni                   | Avtar                                 |
| 2007 | A Mighty Heart              | kapitan                               |
| 2007 | Życie w... metropolii       | Monty                                 |
| 2007 | Imiennik                    | Ashoke Ganguli                        |
| 2007 | The Darjeeling Limited      | ojciec                                |
| 2007 | Apna Asmaan                 | Ravi Kumar                            |
| 2007 | Aaja Nachle: Zatańcz ze mną | Farooque, mąż Najmy                   |
| 2008 | Road to Ladakh              |                                       |
| 2008 | Niedziela                   | Kumar                                 |
| 2008 | Sex and Naked               |                                       |
| 2008 | Yeh Hai Mumbai Meri Jaan    |                                       |
| 2008 | Bhopal Movie                |                                       |
| 2008 | Delhi 6                     |                                       |
| 2008 | Krazzy 4                    |                                       |
| 2008 | Slumdog. Milioner z ulicy   | inspektor policji                     |
| 2009 | Billo Barber                | Billas Rao Pardesi                    |
| 2012 | Niesamowity Spider-Man      | dr Rajit Ratha                        |
| 2012 | Życie Pi                    | dorosły Pi Patel                      |
| 2013 | Smak curry                  | Saajan Fernandez                      |
| 2015 | Jurassic World              | Simon Masrani                         |
| 2016 | Inferno                     | Harry Sims                            |

## Nagrody
- 2004: Nagroda Filmfare: najlepsza rola negatywna
- 2008: Nagroda Filmfare: najlepszy aktor drugoplanowy
- 2013: National Film Award: najlepszy aktor